# اینیاتسیو اسپالا
اینیاتسیو اسپالا (ایتالیایی: Ignazio Spalla؛ ‏ ۵ مهٔ ۱۹۲۴ – ۹ فوریهٔ ۱۹۹۵) با نام هنری پدرو سانچز بازیگر اهل ایتالیا بود. وی بین سال‌های ۱۹۶۴ تا ۱۹۷۷ میلادی فعالیت می‌کرد و بیشتر در فیلم‌های وسترن اسپاگتی و در نقش مکزیکی‌ها، هفت‌تیرکش‌ها و قانون‌شکنان ظاهر می‌شد.
از فیلم‌ها یا برنامه‌های تلویزیونی که وی در آن نقش داشته‌است، می‌توان به ساباتا و با صدای بلند شلیک کن اشاره کرد.